# Centre Mèdic Elisha
l’Hospital Elisha (en hebreu: בית חולים אלישע) és un hospital privat del nord d'Israel, el centre es troba a Haifa. Elisha té metges, tecnologia avançada i equips, per proporcionar als pacients un tractament mèdic. Elisha ofereix als pacients l'atenció mèdica que necessiten. Per expandir els seus serveis i arribar a una població més àmplia, el centre mèdic Elisha ha col·laborat amb el Centre Mèdic Rambam. Les instal·lacions inclouen el centre de tractament hiperbàric amb oxigen Elisha-Rambam (que opera dins de l'hospital Elisha) i la clínica Elisha per a imatges de ressonància magnètica (IMR) de l'Hospital Rambam.
Elisha té departaments dedicats a cirurgia, ginecologia, urologia, ortopèdia, cardiologia, rehabilitació, gastroenterologia i diàlisi. Elisha té 140 llits d'hospital i 6 sales d'operacions dissenyades per dur a terme diferents procediments quirúrgics, des de cirurgia cardíaca i plàstica, fins a cirurgia de l'esquena i reemplaçament d'articulacions. Elisha té un personal de 300 persones i 200 metges, que realitza 10.000 procediments quirúrgics i 12.000 procediments ambulatoris cada any, així com tractaments de fecundació in vitro (FIV).